# 珍妮弗·斯克林
珍妮弗·斯克林（英語：Jennifer Screen，1983年2月26日—），澳大利亚女子篮球运动员。她曾代表澳大利亚国家队参加2008年和2012年夏季奥林匹克运动会篮球比赛，获得一枚银牌和一枚铜牌。